# Трубаченко, Василий Петрович
Васи́лий Петро́вич Трубаче́нко (10 апреля 1912, Хвалынский район — 16 сентября 1941, Красноперекопский район, Крымская АССР) — командир эскадрильи 22-го истребительного авиационного полка, участник боёв на Халхин-Голе и Великой Отечественной войны, Герой Советского Союза.

## Биография
Родился 10 апреля 1912 года в селе Алексеевка (ныне — Хвалынского района Саратовской области). В том же году семья переехала в город Вольск. После смерти отца в 1920—1925 годах воспитывался в детдоме. В 1925—1929 годах работал экспедитором на почте, учеником продавца в магазине, учеником бондаря на заводе. Окончил Вольский кооперативный техникум. В 1929—1932 годах учился в школе ФЗУ и работал на цементно-шиферном заводе «Большевик» слесарем-инструментальщиком. В мае 1932 года поступил в Ленинградскую военно-теоретическую школу ВВС, по окончании которой учился в Энгельской школе военных лётчиков. С декабря 1934 года был младшим лётчиком 19-й эскадрильи, а с июля 1938 года — командиром звена 22-го истребительного авиаполка Забайкальского военного округа.
С 23 мая по 16 сентября 1939 года участвовал в боях с японскими милитаристами в районе реки Халхин-Гол. В июле 1939 года назначен командиром эскадрильи 22-го истребительного авиационного полка. Первой успешно выполненной задачей стал подрыв понтонного моста. В ходе операции было сбито несколько самолётов противника, один из которых был сбит им лично. В начале августа 1939 года участвовал в штурме вражеского аэродрома. За время боевых действий старший лейтенант В. П. Трубаченко произвёл 120 боевых вылетов, в 50 воздушных боях сбил 8 самолётов противника.
Указом Президиума Верховного Совета СССР от 29 августа 1939 года «за мужество и героизм, проявленные при выполнении воинского и интернационального долга», присвоено звание Героя Советского Союза с вручением ордена Ленина и медали «Золотая Звезда».
После разгрома японцев В. П. Трубаченко учился в Военно-Воздушной академии имени Н. Е. Жуковского, служил инспектором по технике пилотирования авиационной бригады.
Участник Великой Отечественной войны с первых дней войны. Занимал должность заместителя командира 182-го истребительного авиационного полка 59-й истребительной авиационной дивизии, воевал на Юго-Западном и Южном фронтах. В воздушных боях уничтожил 3 вражеских самолёта. 19 сентября 1941 года погиб в неравном воздушном бою в районе города Красноперекопск. Первоначально был похоронен вблизи могилы Коммунаров в Комсомольском (ныне Семинарском) сквере в Симферополе, на его похоронах присутствовал Константин Симонов, знавший Василия Петровича по Халхин-Голу. Перезахоронен после реконструкции сквера в 1970-х годах на Воинском кладбище в Симферополе.

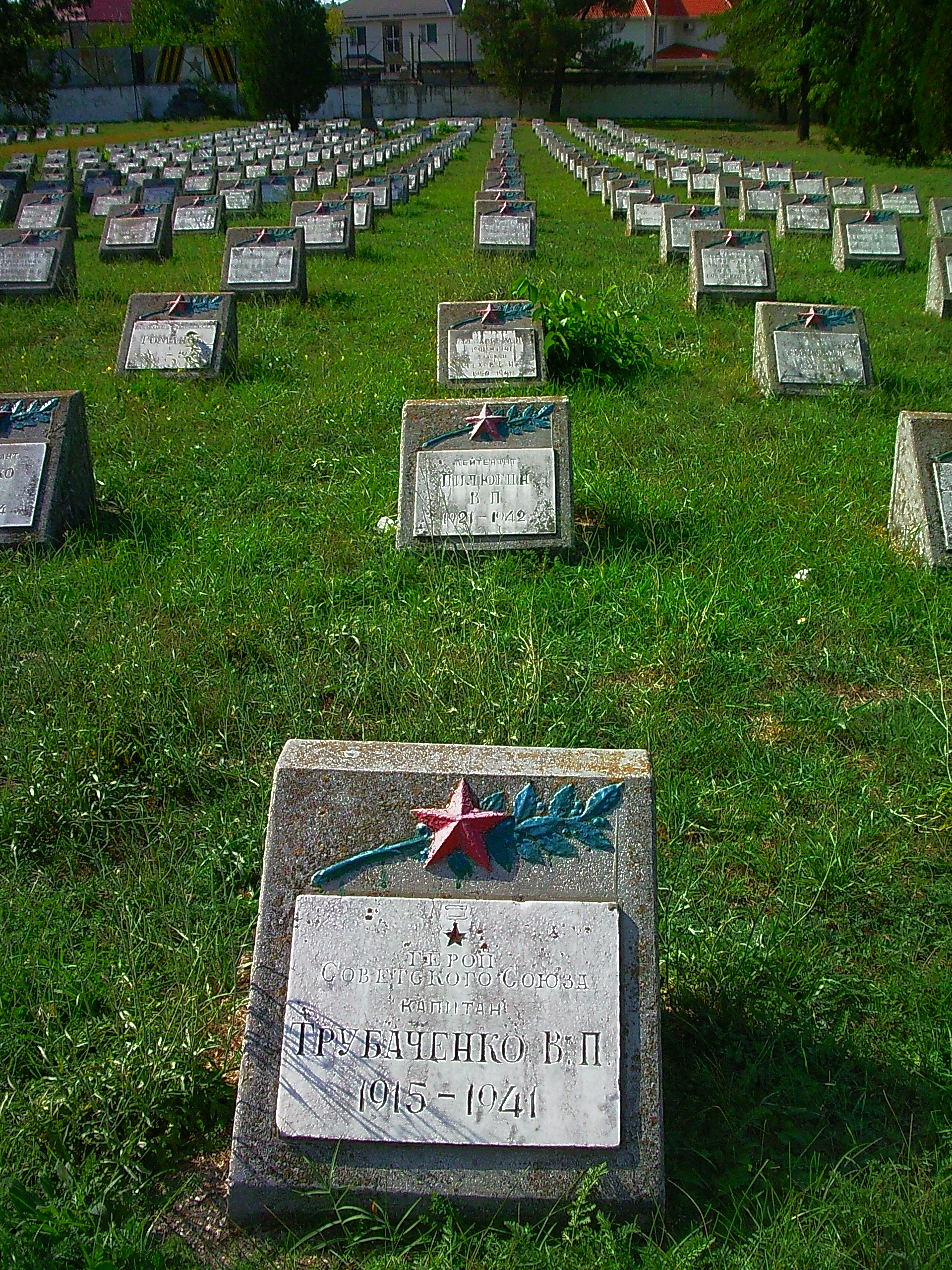
Могила Героя Советского Союза капитана В. П. Трубаченко в Симферополе

## Память
- В городе Вольске имя Трубаченко присвоено школе и улице.
- На доме, в котором жил Герой, установлена мемориальная доска.
- В 1965 году Герой был навечно зачислен в списки ремонтно-механического цеха Вольского цементного завода.
- В городе Симферополе в честь Василия Трубаченко названа улица.

## Награды
- Медаль «Золотая Звезда» (29.08.1939);
- орден Ленина (29.08.1939);
- орден Боевого Красного Знамени I степени (Монголия) (10.08.1939).